# 硝酸镎(IV)

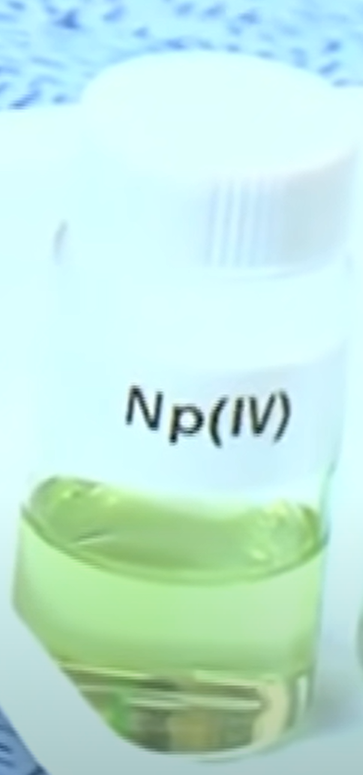
硝酸镎(IV)溶液

硝酸镎(IV)是一种无机化合物，化学式为Np(NO3)4。它是易溶于水的晶体，可以形成水合物。

## 制备
硝酸镎(IV)可由新制的氢氧化镎(IV)和稀硝酸反应制得：
{\displaystyle {\mathsf {Np(OH)_{4}+4HNO_{3}\ {\xrightarrow {}}\ Np(NO_{3})_{4}+4H_{2}O}}}

## 性质
硝酸镎(IV)在溶液中为黄绿色，在酸性环境（1.3 N HNO3）中，它可以被甲醛次硫酸氢钠或单盐酸肼还原为Np3+而显亮黄色。它也可以被Pu(IV)氧化为Np(V)。
它可以在水溶液中被磷酸三丁酯萃取，溶液中存在硝酸时体系无明显反应，但加热时经NpO2+氧化至NpO22+。
它可以和二甲基乙酰胺、二甲基亚砜等配体形成配合物，也能和硝酸根形成配阴离子[Np(NO3)6]2−。

## 用途
硝酸镎(IV)和铀、钚的硝酸盐混合溶液与水合肼反应，可以制备混合二氧化物(U, Np, Pu)O2，以用于快中子反应堆。

## 拓展阅读
- Horner, D. E. . Oak Ridge National Laboratory. 1961: 17  [2021-08-17]. （原始内容存档于2022-02-19） （英语）.
- Ikeda-Ohno, Atsushi; Hennig, Christoph; Rossberg, André; Funke, Harald; Scheinost, Andreas C.; Bernhard, Gert; Yaita, Tsuyoshi. . Inorganic Chemistry. 15 September 2008, 47 (18): 8294–8305  [2021-08-17]. ISSN 0020-1669. doi:10.1021/ic8009095. （原始内容存档于2021-08-17） （英语）.
- Guillaume, B.; Moulin, J.P.; Maurice, Ch.  (PDF). 1984-11-27~29  [2021-08-17]. （原始内容存档 (PDF)于2021-08-17） （英语）.